# 러시아의 농노제
제정 러시아에서 농노(러시아어: крепостной крестьянин, 로마자: krepostnoy krest'yanin, 직역: '속박된 농민')라는 용어는 노예와는 달리 역사적으로 "속박된" 토지와 함께만 판매될 수 있었던 자유롭지 못한 농민을 의미했다. 그러나 19세기에 이르러 이러한 요건은 사라졌고, 농노는 노예와 사실상 구별할 수 없게 되었다.

## 세계 자본주의 속에서 러시아 농노제
흔히 '대항해 시대의 개막'이라고 불리는 15세기 말 이후, 엘베강 이후의 독일, 중앙유럽, 러시아를 포함한 동유럽에서는 위에서 논의한 바와 같이 봉건영주가 소령에 대한 속박과 인격적인 예속을 강제한 농노에 의한 부역노동에 의해서도 직영농장을 경영해 주로 서유럽 시장을 향한 곡물 생산을 강화해 갔다(곡물 이외에서는 목재가 중요한 수출 상품이 되었다). 프로이센에서는 이것을 구츠헬샤프트(농장영주제)라고 부르고, 한편 프리드리히 엥겔스에 의해 '재판 농노제'라고 명명되었다. 즉, 11세기 이후 농부의 인격적 해방이 진행되어 17세기 이후의 시민혁명으로 그 해방이 완성되는 서유럽에 대해 동유럽에서는 16세기부터 18세기에 걸쳐 비교적 새로운 시기(근세)에 있어서, 오히려 농노제가 확립되어 강화되어 갔던 것이며, 이것을 종래의 역사학에서는 일반적으로 동유럽·러시아에 있어서의 「봉건 반동」 「역 코스」의 결과로서 해석해 온 것이다.

## 같이 보기
- 농노제의 역사
- 구츠헤어샤프트